# Armoiries des îles Malouines
Le blason des îles Malouines fut adopté par le Royaume-Uni le 29 septembre 1948. Le bateau représente le Desire, par lequel est arrivé le capitaine britannique John Davis lors de la découverte des Îles Malouines en 1592. Au centre, on peut voir une brebis (symbolisant l'activité bergère des îles) reposant sur de l'herbe pour représenter la flore de l'archipel. Dans la partie inférieure, sur une ceinture de gueules, on peut lire la devise officielle de la colonie :Desire the Right (Desire le juste), faisant également référence au bateau.